# Sani Trik FX
Sani Ibraimov poznat kao Sani Trik FX (Beograd, 1. septembar 1970) srpski je pevač, plesač, koreograf i osnivač muzičke grupe Trik FX.

## Biografija i karijera
Rođen je 1. septembra 1970. godine u Zemunu. Кarijeru započeo kao plesač u grupi Đogani fantastiko, a krajem devedesetih godina sa сuprugom Natalijom osniva grupu Trik FX. Kasnije Sani postaje učesnik rijalitija Farma i Zadruga.
Prvi put se javnosti predstavio 1998. godine na festivalu Sunčane skale u Herceg Novom. Tada su se publici predstavili sa pesmom Temperatura. U novembru naredne godine snimili su prvi album pod naslovom Gde se ljubav čuva. Kompakt disk je objavila produkcijska kuća City Records, a na njemu su se našle pesme Lagao si dobro, Da li neko zna, Noćas kada odu svi, Traži sebi sličnu, Ritam i druge. City Records je 2001. godine objavila njihov drugi album pod nazivom Mi to možemo. Publika je imala priliku da čuje 10 pesama i dve instrumentalne numere. Pored pesama Tajna skrivena, Briga me, Spasi me, Zmija i drugih, naročito se izdvojila numera Čiko, čiko koja je brzo ovladala radijskim i TV stanicama u Srbiji i regionu.
Sani je na početku karijere radio kao instruktor plesa u muzičkoj grupi Đogani fantastiko gde je upoznao Nataliju Trik FX. U vezi su bili šest meseci, a nakon veze 1995. godine odlučili su da se venčaju i dobili sina Dejana.

## Diskografija
Albumi:
- 1999. Gde se ljubav čuva
- 2001. Mi to možemo
- 2002. 3
- 2003. Crno ili belo
- 2007. Zgodna, mlada
- 2009. Do jaja
- 2011. Šansa jedan prema sto
- 2014. Cura sa Balkana

Singlovi:
- 1999. Želja
- 1999. Noćas kada odu svi
- 2001. Spasi me
- 2001. Zmija
- 2002. Da l sam ti ja
- 2003. Vanredno stanje
- 2003. Crno ili belo
- 2008. Zgodna, mlada
- 2009. Do jaja
- 2009. Opasno
- 2011. Hajde priđi
- 2013. Mama ne da
- 2014. Cura sa Balkana
- 2015. Gorim sva
- 2016. Manijak
- 2016. Lukave kuje
- 2017. Aman, aman
- 2017. Ja noćas pijem
- 2017. Safari
- 2017. Alibi
- 2018. Što bi se zaljubila
- 2018. Hitna pomoć 2
- 2018. Alo, ne zovi
- 2019. Mafioza
- 2019. Mashup

## Spoljašnje veze
- Sanni Trik FX na sajtu Discogs